# Nadia Labidi
 (décembre 2023).
Si vous disposez d'ouvrages ou d'articles de référence ou si vous connaissez des sites web de qualité traitant du thème abordé ici, merci de compléter l'article en donnant les références utiles à sa vérifiabilité et en les liant à la section « Notes et références ».
Nadia Labidi née Cherabi est une productrice et réalisatrice algérienne, née le 18 juillet 1954 à Alger. Elle est ministre de la Culture entre 2014 et 2015.

## Biographie
Elle a suivi des études de sociologies à l'université d'Alger avant d'obtenir un doctorat en arts du spectacle, option cinématographie, à la Sorbonne (France) en 1987. Elle travaille au sein du Centre algérien pour l'art et l'industrie cinématographique (CAAIC) de 1978 à 1994. Elle fonde ensuite la société de production Procom International. Elle est par ailleurs professeur à la faculté des sciences de l'information et de la communication de l'université Alger III.

## Œuvre
Elle a été assistante-réalisatrice de Ahmed Laalem à l'Agence nationale des actualités filmées. Au CAAIC, elle passe de la production à la réalisation de films avec un intérêt particulier pour le documentaire-fiction.
Elle réalise avec Malek Laggoune un documentaire-fiction sur l'exil volontaire à Bejaïa du président portugais Manuel Teixeira Gomes ainsi que plusieurs documentaires sur les femmes algériennes.
Pendant plusieurs années, « Procom International » s'est consacrée exclusivement aux documentaires puis a assuré la production de 30 émissions pour la télévision algérienne. Aujourd'hui[Quand ?], la société a élargi sa production à la fiction en 35 mm et deux longs métrages ont été co-produits avec la télévision algérienne (ENTV) et avec le soutien du ministère de la Culture, à savoir L'Envers du miroir qu'elle a réalisé elle-même et Vivantes !, réalisé par Saïd Ould Khelifa.

## Filmographie
- L'Envers du miroir - 2007

## Récompenses
- Festival international du film de Marrakech[1]

1. Étoile d'Or - Grand Prix dans pour L'Envers du miroir en 2007
2. Prix du jury pour L'Envers du miroir en 2007